# Luca Kronberger
Luca Kronberger (* 15. Februar 2002 in Schwarzach im Pongau) ist ein österreichischer Fußballspieler.

## Karriere

### Verein
Kronberger begann seine Karriere beim TSV St. Johann. Im Jänner 2013 wechselte er in die Jugend des FC Admira Wacker Mödling, bei dem er ab der Saison 2016/17 auch in der Akademie spielte. Im August 2019 debütierte er gegen den FC Mauerwerk für die Amateure der Admira in der Regionalliga. Bis zum Saisonabbruch kam er zu 13 Regionalligaeinsätzen, in denen er vier Tore erzielte.
Zur Saison 2020/21 rückte er in den Profikader der Admira. Sein Debüt für die Profis gab er im August 2020 im ÖFB-Cup gegen den WSC Hertha Wels. Im November 2020 debütierte er schließlich auch in der Bundesliga, als er am siebten Spieltag jener Saison gegen den LASK in der 82. Minute für Marco Hausjell eingewechselt wurde. In eineinhalb Jahren bei den Profis der Admira kam er insgesamt zu 40 Bundesligaeinsätzen, in denen er ein Tor erzielte.
Im Jänner 2022 wechselte der Flügelspieler innerhalb der Liga zum SK Sturm Graz, bei dem er einen bis Juni 2025 laufenden Vertrag erhielt. Bei Sturm konnte er sich aber nicht durchsetzen und kam nur zu acht Ligaeinsätzen für die Grazer. Im August 2022 wurde er an den Ligakonkurrenten SV Ried verliehen. Bei Ried spielte er aber auch keine große Rolle und kam bis Saisonende zu 16 torlosen Einsätzen. Mit dem Klub stieg er aus der Bundesliga ab.
Zur Saison 2023/24 wurde er dann weiter innerhalb der Liga an die WSG Tirol verliehen. Während der Leihe kam er zu 23 Bundesligaeinsätzen, in denen er dreimal traf. Zur Saison 2024/25 kehrte er nicht mehr nach Graz zurück, sondern wechselte fest zum Ligakonkurrenten SCR Altach, bei dem er einen bis 2026 laufenden Vertrag erhielt.

### Nationalmannschaft
Kronberger debütierte im September 2018 gegen Zypern für die österreichische U-17-Auswahl, für die er in jenem Monat zu vier Einsätzen kam. Im September 2019 spielte er gegen Irland erstmals für die U-18-Mannschaft. Im März 2021 gab er gegen Saudi-Arabien sein Debüt für die U-21-Auswahl.